# Smyer, Texas
Smyer là một thị trấn thuộc quận Hockley, tiểu bang Texas, Hoa Kỳ. Năm 2010, dân số của thị trấn này là 474 người.

## Dân số
- Dân số năm 2000: 480 người.
- Dân số năm 2010: 474 người.